# Relaciones Chile-Lituania
Las relaciones Chile-Lituania son las relaciones internacionales entre la República de Chile y la República de Lituania.

## Historia

### sigloXX
El 22 de septiembre de 1921, Lituania fue admitida en la Liga de las Naciones, lo que significó el reconocimiento de iure por parte de Chile, votando a favor de su admisión.
Las relaciones diplomáticas entre Chile y Lituania fueron establecidas el 5 de diciembre de 1991. Previamente, Chile había reconocido la independencia de Lituania el 28 de agosto del mismo año.

## Relaciones comerciales
En 2022, el intercambio comercial entre ambos países ascendió a los 70 millones de dólares estadounidenses, lo que supuso un 23% de crecimiento promedio anual en los últimos cinco años. Los principales productos exportados por Chile fueron salmones, mejillones y ciruelas secas, mientras que Lituania exportó mayoritariamente preparaciones lácteas, cauchos y aparatos de radionavegación.

## Misiones diplomáticas
- La embajada de Chile en Dinamarca concurre con representación diplomática a Lituania.[3] Asimismo, Chile cuenta con un consulado honorario en Vilna.[4]
- La embajada de Lituania en Argentina concurre con representación diplomática a Chile.[3] Asimismo, Lituania cuenta con un consulado general honorario en Santiago de Chile.[5][6]